# 桜の時
『桜の時』（さくらのとき）は、aikoのメジャー通算5作目のシングルで、ポニーキャニオンから2000年（平成12年）2月17日に発売。

## 概要
- 前作「カブトムシ」から3ヶ月ぶりのリリースで、2000年（平成12年）のシングル第1弾。
- 本作は、CDが多く発売される水曜日ではなく、木曜日の発売となった。
- 初回生産20万枚限定発売のシングル。そのため、一部地域では非常に入手が困難だった。
- aikoのシングルの中で唯一、ジャケットにaikoの写真がない。なお、ジャケットの女の子の絵を描いたのはaiko本人。裏ジャケットの「ブランコと虹」の絵もaikoが書いている。
- ジャケットと歌詞カードは和紙を使用していて(裏ジャケットは普通の紙)、記述は縦書きの行書体になっている。ピンクのカラートレイ仕様。
- 「桜の時」は、カルピス乳酸菌飲料「カルピスウォーター」CMソングとなり、「花火」「桃色」に次いで3作連続のCMタイアップとなった。
- 「アイツを振り向かせる方法」は、aikoが学生時代に作った作品で、最初に作った曲であるとライブツアー「Love Like Pop Vol.24」日本武道館公演の1日目で明言した。
- 「more&more」は、学生時代に友人と自費製作した『ドーテイオムニバスCD Vol.1』収録曲『MORE&MORE』を新たにレコーディングしたものである。なお、原曲はピアノによる弾き語り。

## 曲目
1. 桜の時
2. アイツを振り向かせる方法
3. more&more
4. 桜の時（instrumental version）

- 全曲　作詞・作曲：AIKO、編曲：島田昌典